# Конвой № 3310
Конвой № 3310 — японський конвой часів Другої світової війни, проведення якого відбувалось у березні 1944 року.
Пунктом призначення конвою був атол Трук (Чуук) у центральній частині Каролінських островів, де ще до війни створили потужну базу японського ВМФ, з якої кілька років провадились операції у цілому ряді архіпелагів. 17—18 лютого 1944 року ця база була розгромлена унаслідок потужного рейду американського авіаносного з'єднання та невдовзі потрапила у блокаду. Утім, навесні сюди ще змогли провести два конвої, зокрема, у березні пройшов № 3310, який вирушив з острова Сайпан у Маріанському архіпелазі (можливо відзначити, що зазвичай вихідним пунктом для конвоїв на Трук був розташований у Токійській затоці порт Йокосука).
До складу конвою увійшли транспорти «Тойогава-Мару» та «Ікусіма-Мару», тоді як охорону забезпечували мисливці за підводними човнами CH-28 і CH-31, а також переобладнані тральщики «Секі-Мару № 3» та «Фумі-Мару № 2».
Загін вийшов із порту 10 березня 1944 року. Вже під час переходу пункт призначення «Тойогава-Мару» змінили і цей транспорт під охороною CH-28 і CH-31 попрямував на Палау (важлива японська база на заході Каролінських островів), куди прибув 15 березня. Що стосується «Ікусіма-Мару», це судно 14 березня успішно досягнуло Труку, розвантажилось та невдовзі повернулось з іншим конвоєм на Маріанські острови. Хоча в усіх випадках маршрути руху пролягали через традиційні райони дій американських підводних човнів, на цей раз рух конвоїв пройшов без інцидентів.